# 論争する二人の老人
『論争する二人の老人』（ろんそうするふたりのろうじん, 蘭: Twee oude mannen in dispuut, 英: Two old men disputing）は、オランダ黄金時代の巨匠レンブラント・ファン・レインが1628年頃に制作した絵画である。油彩。レンブラントの初期を代表する作品の1つで、画家がまだ故郷のライデンで活動していた20代前半に制作された。レンブラントが肖像画を描いた版画家ヤーコブ・デ・ヘイン3世の所有した作品の1つと考えられている。主題については諸説あり判然としない。現在はメルボルンのヴィクトリア国立美術館に所蔵されている。

## 作品

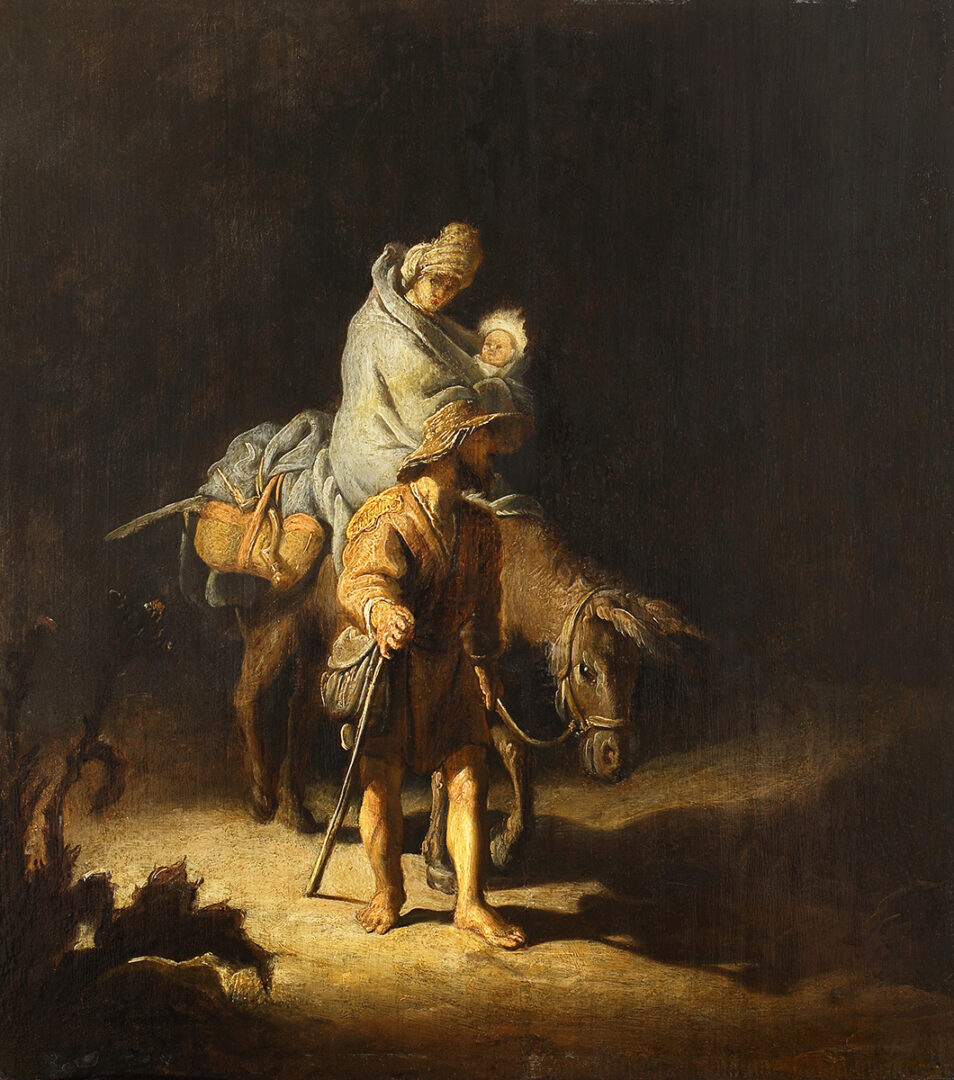
前年のレンブラントの『エジプトへの逃避』。初期の明暗表現の一例であり、本作品と同様に人物たちは画面左からの光で照らされ、最前景の植物は暗くなっている。トゥール美術館所蔵。

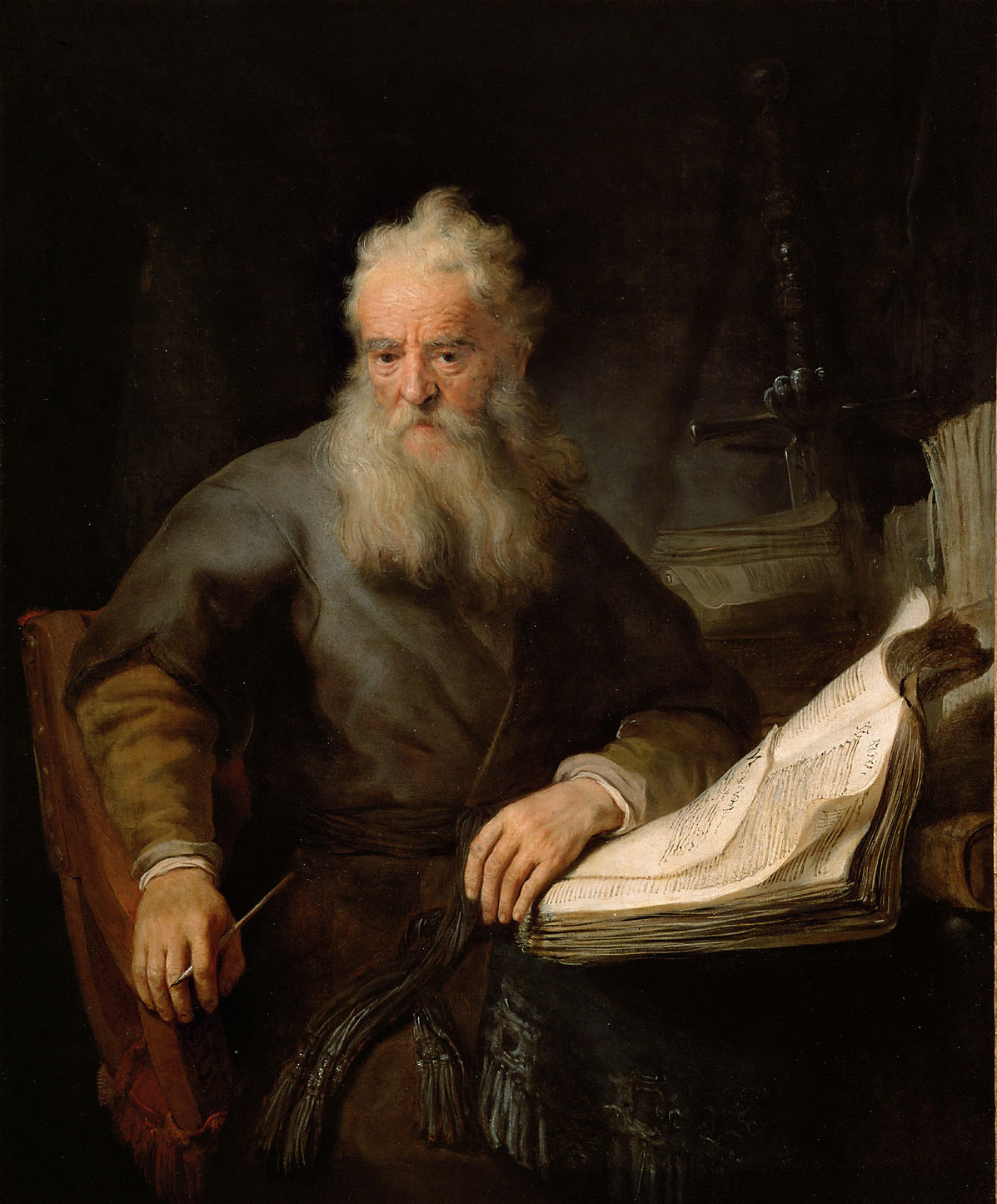
レンブラントの1633年頃の絵画『使徒パウロ』。聖人表現の一例で、聖パウロはアトリビュートである剣とともに描かれている。美術史美術館所蔵。

レンブラントは向き合って論争する2人の老人を描いている。画面左の最前景では茶色の衣服を着た老人が鑑賞者に対して背を向けて座り、膝の上に置いた書物を開いている。対して画面中央では白い衣服を着た老人が書見台の前の椅子に座り、もう一方の少し年下と思われる老人が開いた書物の一文を指さして、自分の論点を主張している。老人の周囲には書物が積み上げられ、白い衣服の老人の背後には書物のほかにも蝋燭や天球儀が置かれている。
画面左上から日の光が斜めに落ち、老人の1人を照らしているが、最前景に座る老人の背中や積まれた書物、天球技が置かれた画面奥の空間など画面の大部分は暗がりに覆われている。レンブラントは初期の頃から劇的な照明を用いて作品の雰囲気を演出する手法を用いているが、本作品においてもそれは顕著であり、後期レンブラントの特徴である卓越した明暗法の使用を予告している。またレンブラントは対照的な光で白い衣服を着た老人に鑑賞者の注意を引きつけている。描写は丁寧であり、ひげや肌のシワまで細かく描いている。また影の中でも蝋燭、羽根ペン、インクスタンドなどの静物画のディテールは、ライデンの滑沢細密画派を反映する方法で注意深く繊細に描いている。
主題についてはいくつかの提案がされている。たとえば美術史家クルツ・バウホは2人の哲学者とし（1933年）、ヤン・ヘリット・ファン・ヘルデルはヒポクラテスとデモクリトス（1953年）、オットー・ベネシュはデモクリトスとヘラクレイトスとした（1954年）。のちにクルツ・バウホは本作品の主題を前9世紀頃のイスラエルの預言者エリヤおよびエリシャと考えた（1960年, 1966年）。その後、クリスティアン・テュンペルは『新約聖書』の書簡「ガラテヤの信徒への手紙」に登場する聖ペトロと聖パウロの会話であると解釈した。さらに1982年に『レンブラント画集』（Corpus Of Rembrandt Paintings）は論争する2人の老人（おそらく聖ペトロと聖パウロ）としており、それ以降は論争する2人の老人ないし聖ペトロと聖パウロと見なされることが多い。もっとも、レンブラントは特定の聖人を描く場合、聖人とともにアトリビュートを描き込んでいるが、画面の中に聖ペトロと聖パウロを示すアトリビュート（それぞれ天国への鍵、剣など）は存在しない。
本作品はおそらく高齢の男性が非常に尊敬されていた17世紀オランダの文化を反映している。画面中央の老人は立派なあごひげを備えているが、当時のオランダでは老人の白いあごひげは知識の象徴と見なされていた。レンブラントは老いた無名の男性を肯定的に描いたオランダの画家の1人であり、本作品はこのジャンルに属していると考えられる。

## 来歴
本作品は初期の来歴が判明しているレンブラントの数少ない作品の1つである。1641年に死去したヤーコブ・デ・ヘインの遺言書によると、彼は「2人の老人が座って論争している。1人の老人は膝の上に大きな書物を持っており、日の光が差し込んでいる」と記載された作品を所有しており、その特徴から本作品のことであると考えられている。この遺言書により、絵画は甥のヨハネス・ウーテンボハールトに遺贈された。その後の所在は不明であるが、18世紀には絵画はヴェネツィアに渡っており、1735年頃にピエトロ・モナコ（Pietro Monaco, 1707年–1772年）によってエングレーヴィングが制作されている。このエングレーヴィングに添えられた解説文によると、絵画はサン・アポリナーレ劇場の歌手ボルトロ・ベルナルディ（Bortolo Bernardi of S. Apollinare）によって所有されていた。その後、絵画は再び所在が分からなくなったが、1934年にアムステルダムの美術商D・A・ホーヘンダイク（D. A. Hoogendijk & Co.）が所有しており、美術収集家アルフレッド・フェルトンの遺言によって設立された慈善団体、フェルトン遺贈（Felton Bequest）によって購入され、ヴィクトリア国立美術館に寄贈された。

## ギャラリー
ヤーコブ・デ・ヘインが所有した絵画

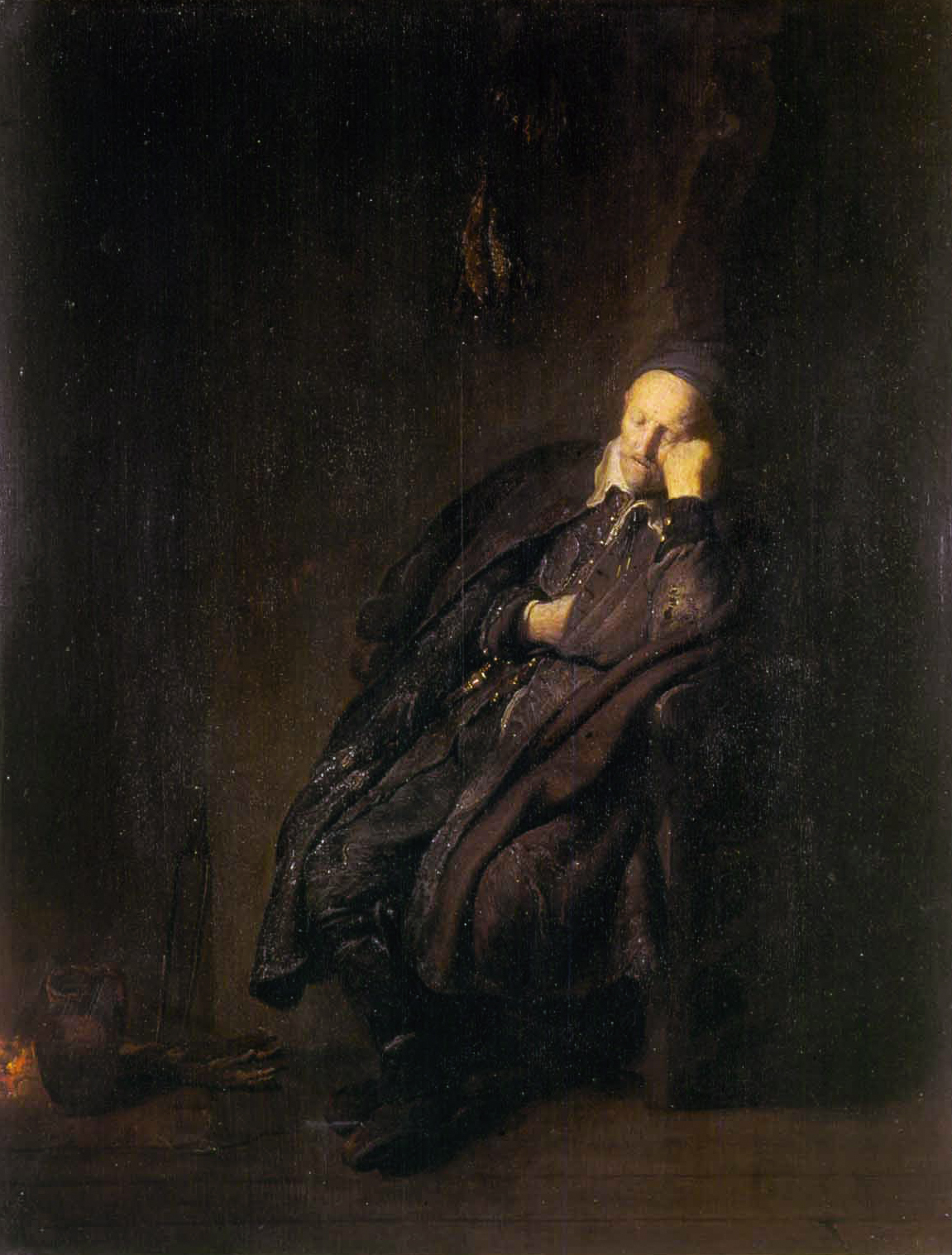
『火のそばで眠る老人』1629年　サバウダ美術館所蔵
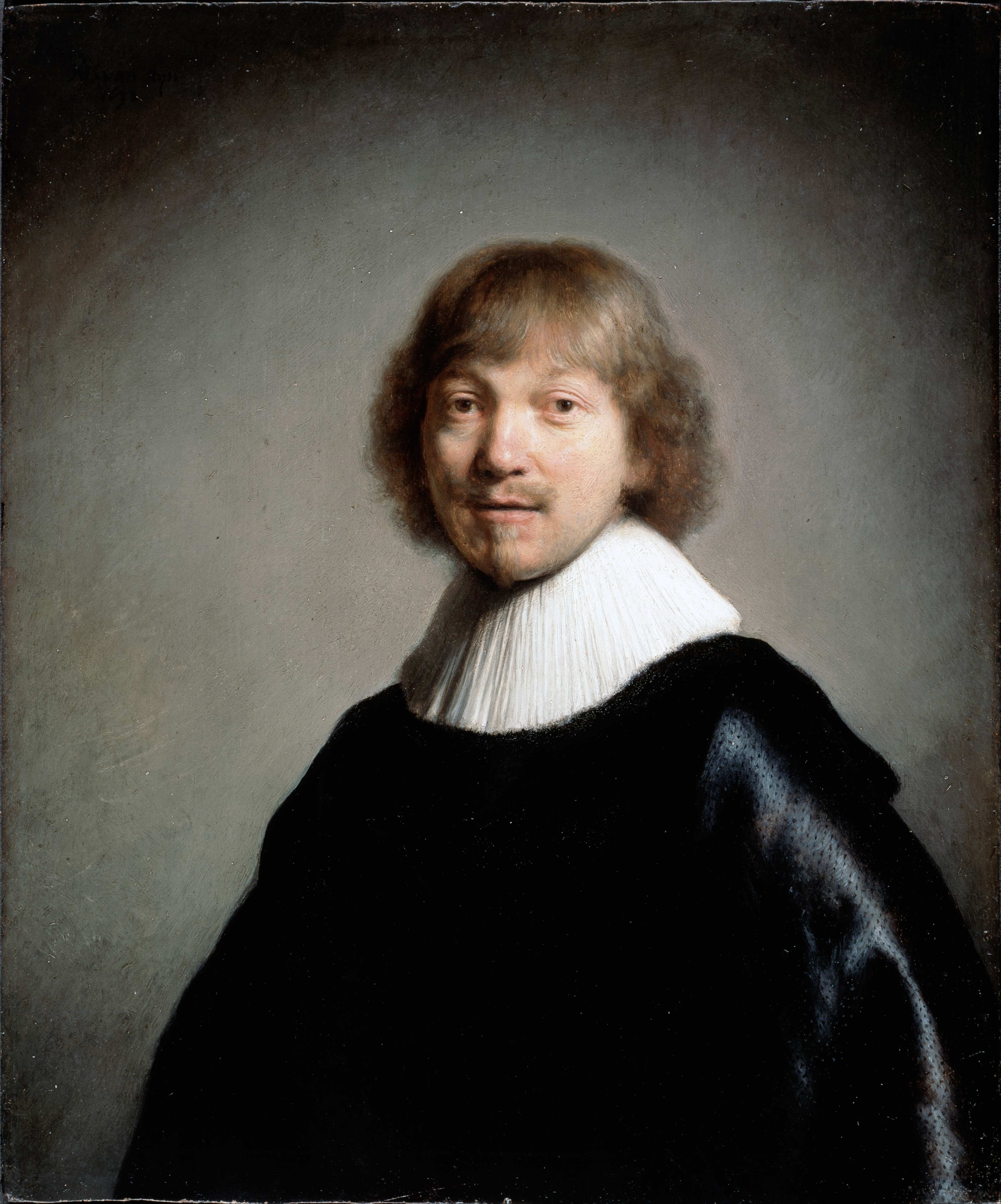
『ヤーコブ・デ・ヘイン3世の肖像』	1632年 ダリッジ・ピクチャー・ギャラリー所蔵